# Скарби палаючих скель
«Скарби палаючих скель» (рос. «Сокровища пылающих скал») — український радянський художній фільм 1969 року режисера Євгена Шерстобитова.

## Сюжет
На борт науково-дослідного судна вдається потрапити юному шукачеві пригод Феді Кравченко. Судно підходить до берегів Африки…

## У ролях
- Григорій Максимов
- Теодоро Куарто
- Ладо Цхваріашвілі
- Микола Засєєв-Руденко
- Роберт Зотов
- Валерій Панарін
- Юрій Гаврилюк

та інші

## Творча група
- Автор сценарію: Герцель Новогрудський, Євген Шерстобитов
- Режисер: Євген Шерстобитов
- Оператор: Микола Журавльов
- Композитор: Ігор Ключарьов